# Waterloo (Londra)
Waterloo ( / ˌwɔːtəˈluː / ) è un quartiere del centro di Londra e fa parte del distretto di Waterloo e South Bank del borgo londinese di Lambeth. Si trova a 1 miglio (1,6 km) a est di Charing Cross. La zona fa parte di un distretto commerciale in fase di sviluppo che comprende The Cut e i teatri Old Vic e Young Vic. Comprende alcune sezioni del borgo londinese di Southwark.

## Palude
La zona era paludosa verso la punta settentrionale dell'antica parrocchia di Lambeth. Era nota come Lambeth Marshe, ma fu prosciugata nel XVIII secolo e oggi il ricordo è rimasto nel nome della strada Lower Marsh.

## Luoghi notevoli
Waterloo è collegata alla zona dello Strand, sulla riva nord del Tamigi, tramite il Waterloo Bridge. Il primo ponte sul sito fu inaugurato nel 1817, mentre l'attuale fu inaugurato nel 1945. Il ponte è stato chiamato così in onore della battaglia di Waterloo del 1815. Anche Waterloo Road risale a questo periodo, costruita su un terreno di proprietà dell'arcivescovo di Canterbury. La chiesa di St John's a Waterloo fu costruita a partire dal 1822, poiché la popolazione della parrocchia di Lambeth era aumentata in modo significativo. Dopo l'apertura della stazione ferroviaria di Waterloo nel 1848 tramite il viadotto Nine Elms-Waterloo, la zona attorno alla stazione e Lower Marsh divenne nota come Waterloo. Il confine della parrocchia ecclesiastica di St John Waterloo, stabilito nel 1824, era formato dal fiume Tamigi a nord e a ovest, si avvicinava a Westminster Bridge Road a sud e seguiva il confine con Southwark a est.
La biblioteca pubblica di Waterloo fu costruita nel 1893. Rimase aperto fino all'inizio degli anni sessanta, quando fu abbandonata a causa delle sue cattive condizioni. L'edificio ospita ora il Waterloo Action Centre.

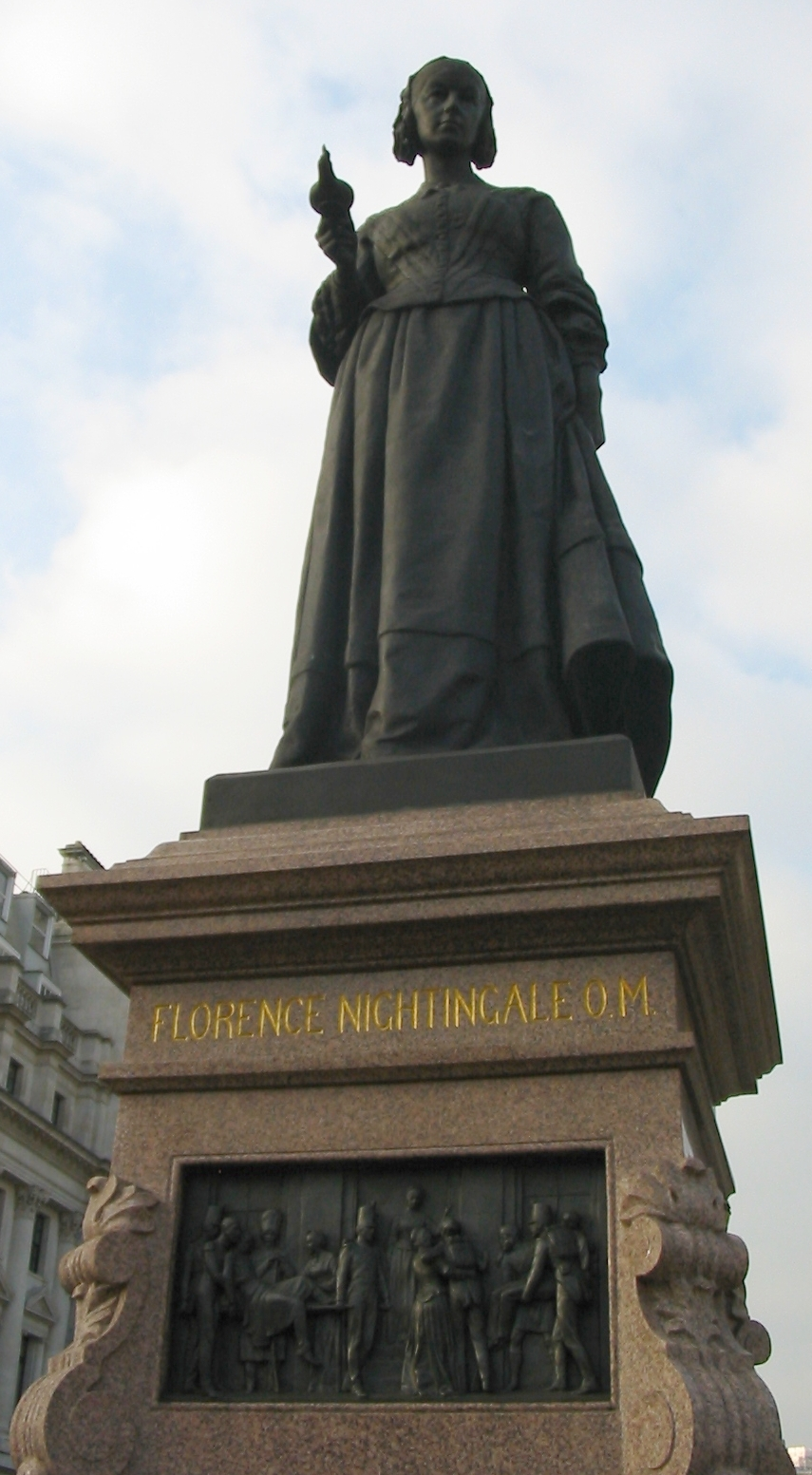
La statua di Florence Nightingale in Waterloo Place.

La chiesa cattolica di San Patrizio fu costruita nel 1897 su progetto di Frederick Walters. Roupell Street è nota per le sue abitazioni georgiane ben conservate ed è spesso utilizzata come location per film e serie televisive.